# Nick O'Malley
Nick O'Malley (Sheffield, 5 juli 1985) is de huidige bassist van de Britse rockband Arctic Monkeys. In mei 2006 verving hij Andy Nicholson, nadat hij de band verliet. Hiervoor speelde O'Malley voor The Dodgems (tegenwoordig Elephant Keys). Met Arctic Monkeys speelde hij mee op de albums Favourite Worst Nightmare, Humbug, Suck It and See, AM en Tranquility Base Hotel and Casino.

## Biografie
O'Malley is geboren in Sheffield. O'Malley besloot op 16-jarige leeftijd met basgitaar te beginnen, toen hij zag hoe zijn neef ook een basgitaar had. Ook was hij vrienden met Alex Turner en Jamie Cook, die op dat moment ook een instrument begonnen te spelen. De eerste nummers die O'Malley onder de knie kreeg, waren "Smoke on the Water" van Deep Purple en "Last Nite" van The Strokes.
O'Malley werd in mei 2006 de tijdelijke vervanger van Arctic Monkeys-bassist Andy Nicholson, die vanwege vermoeidheid niet mee ging op hun Noord-Amerikaanse toer. In juni werd bekendgemaakt dat Nicholson de band definitief zou verlaten, waarop O'Malley de vaste bassist werd.

## Discografie

### Met Arctic Monkeys
- Favourite Worst Nightmare (2007)
- Humbug (2009)
- Suck It and See (2011)
- AM (2013)
- Tranquility Base Hotel & Casino (2018)
- The Car (2022)